# Бауман, Николай (генерал)
Николай Бауман (Миколай Бовман, Николас Бауман (в русской транскрипции — Бодман)) (около 1620 — ?) — русский генерал голштинского происхождения, и «гранатных дел мастер».
На русской службе командовал усиленным полком солдатского строя Московского разряда и служил в Пушкарском приказе. Первый русский генерал-поручик (1659 год).

## Ранние годы
Родился Николай Бауман около 1620 года в семье Николаса Баумана — изобретателя, художника и декоратора по металлу. В 1622 году отец Николая поступил на службу к герцогу Фридриху Голштейн-Готторпскому. При дворе он занимался оформлением личных покоев герцога и изготовлением художественных поделок (чернильниц, ножен и т. п.). Он также выступал в роли преподавателя для молодых художников, работавших при дворе. Одним из учеников был его сын — также носивший имя «Николас».
Отец Баумана умер в 1636 году. Его сын Николай оставался при дворе до 1640 года, занимаясь рисованием. В это время шла Тридцатилетняя война, но герцогство Голштейн-Готторп придерживалось нейтралитета. Бауман был ревностным протестантом лютеранского вероисповедания и прекрасно разбирался в фортификации, артиллерии, изготовлении орудий и боевых припасов. В 1641 году девятнадцатилетний Бауман отправился в ландграфство Гессен-Кассель.

## Тридцатилетняя война
Военная карьера Баумана началась под крепостью Вольфенбюттель, которую осаждала гессенская армия. Поступив на службу в армию ландграфини Гессен-Кассельской Амалии Елизаветы, Бауман получил чин капитана, но роту должен был нанять на собственные деньги. Наём солдат обошёлся Бауману в 1500 рейхсталеров.
В начале января 1642 года Бауман принял участие в походе гессенской армии к Рейну на соединение с союзной франко-веймарской армией де Гебриана. Французы и веймарцы переправились через Рейн в районе Везеля и, уже вместе с гессенцами, захватили Вердинген и Линн, опустошая области Нижнего Рейна. «Гессенцы и веймарцы под начальством графа фон Эберштейна и маршала де Гебриана, вторглись в архиепископство Кёльнское, чтобы перезимовать там. На защиту от этих непрошенных гостей курфюрст призвал императорского генерала фон Гацфельда и собрал свои войска под началом генерала Ламбуа». Имперский генерал Ламбуа с 9 тысячным войском перешёл Маас, и между Крефельдом и Санкт-Тенис занял сильную оборонительную позицию. 16 января 1642 года состоялось сражение, известное как битва при Кемпене. Союзники разгромили имперскую армию, которая потеряла две тысячи убитыми и столько же пленными.
В начале 1642 года франко-веймарская армия Гебриана направилась в Тюрингию, а гессенцы решили закрепиться на Нижнем Рейне. Среди захваченных ими укреплений был замок Бохольц (Bocholtz). Командующий гессенской армией генерал граф фон Эберштейн оценил стратегическое положение замка и решил сделать его опорой Гессена на занятых землях. Бауману граф поручил произвести фортификационные работы по укреплению замка. Молодой капитан стал главным, которому было обещано жалование в 2880 рейхсталеров в течение 48 месяцев, отведённых на строительство.
До 1646 года Бауман руководил строительством крепости. За это время в 1645 году генерал-лейтенант граф фон Эберштейн покинул службу Гессену, так и не получив обещанных ему денег. Остался без денег и Бауман. Когда Николай ушёл с гессенской службы ему выплатили всего 500 рейхсталеров.
Вернувшись в Гольштейн, 28 июня 1646 года Бауман написал письмо герцогу Фридриху Гольштейн-Готторпскому в котором просил последнего обратиться к ландграфине Амалии с тем, чтобы она выплатила положенные ему деньги. Капитан хотел вернуть хотя бы 1500 рейхсталеров, потраченные на наём роты, а также получить сумму, обещанную Эберштейном, за строительство крепости. Герцог обещал помочь и в июле 1646 года направил соответствующее письмо ландграфине Амалии, но капитан так и не дождался своих денег.

## Свита короля
В 1657 году, Бауман, уже как полковник, приехал в Данию к королю Фредерику III, который вёл активную подготовку к войне со Швецией. В то время в Датское королевство прибыло большое количество немецких офицеров, но существующие королевские полки уже были обеспечены командным составом. Чтобы сформировать новый полк нужно было иметь значительную денежную сумму. Способный, но не имеющий финансов полковник не захотел служить в низших чинах, надеясь на то, что он сможет найти денег для набора полка. 1657 года «полковник Никлас Бауман» сопровождал датскую армию в походе в Сконе, находясь в свите короля. С датским монархом у него сложились очень хорошие отношения. Впоследствии Фредерик неоднократно просил Баумана вернуться к нему на службу, а сам полковник постоянно называл себя «датским подданным». Однако служить в датской армии ему так и не пришлось. Бауман никогда не находился на действительной датской службе, не заключал контракт и не получал полномочий от короля, ему так и не удалось набрать полк.
В это время произошло событие, которое изменило жизнь Баумана. 1657 года в Копенгаген прибывает русское посольство князя Даниила Ефимовича Мышецкого, который вёл переговоры о союзе в войне против Швеции. Мышецкий имел поручение государя приглашать на русскую службу разных «полезных офицеров». Встретив Баумана, князь предложил ему поехать в Москву, обещая от имени царя дать ему под начало полк солдат. При этом полковнику не нужно было формировать его за свой счёт. Согласившись на предложение князя, Бауман заключил контракт на три года.
20 сентября 1657 года, для завершения переговоров о наступательном союзе против Швеции, в Россию отправилось датское посольство Ганса Ольделанда. Вместе с этим посольством выехали полковник Николай Бауман, а также сопровождавшие его офицеры: подполковник Альбрехт Шневенц, один майор и восемь капитанов. Вместе с полковником отправилась его жена Маргарита. Так началась его служба России, служба, которая продлилась 13.

## Служба России
В январе 1658 года Николай Бауман прибыл в Москву. Он и приехавшие с ним офицеры были приняты в Посольском приказе и получили первое вознаграждение: «Великого государя жалованье дано им на приезде: полковнику Миколаю Бовману кубок золочён с кровлею в 4 гривенки, ковш серебрян». Полковник был также пожалован бархатом, камкой, сукном, соболями и деньгами. В списке принятых на русскую военную службу офицеров он был назван как «Датския земли полковник, и инженер, и гранатный мастер Миколай Бовман».

### Пушкарский приказ
Как военный инженер и специалист в артиллерийском деле, он был определён в Пушкарский приказ, под начало князя Юрия Ивановича Ромодановского. В это время остро стоял вопрос о унификации и стандартизации артиллерийского вооружения. Именно этим и поручили заниматься полковнику Бауману. Таким образом, Бауман встал у истоков реорганизации русской артиллерии. Бауман активно принялся за дело. Он стремился упорядочить калибры и типы орудий, проводил многочисленные опытные стрельбы. Руководил созданием новых моделей орудий в 1658—1670 годах, добиваясь унификации артиллерии, лично рисовал чертежи, участвовал в изготовлении орудий, изобретал новые образцы пушек, мортир и боевых припасов к ним.
Согласно дневнику секретаря датского посольства Андрея Роде: «11-го числа (апреля 1659 года) полковник Бауман пригласил к себе секретаря и толмача и показал им чертёж огромной мортиры, которую предполагалось отлить в Туле, на литейном заводе Марселиса, из 8750 с чем-то пудов металла. Но для того, чтобы мортира была получше, её хотели отлить таким образом, чтобы пасть над камерой по желанию можно было разбирать на три части и складывать, и заделать винтами так, чтобы она опять была прочна и крепка, будто из одного куска. Модель гранаты к ней, которую предполагали отлить тоже в Туле из 14.050 фунтов железа, была так высока, что она доходила до подбородка довольно высокого человека. Для начинки этой гранаты требовалось 2000 фунтов пороху и для заряда камеры, для воспламенения гранаты двести фунтов пороху. Полковник показал нам тоже чертёж пушки, которую изобрёл сам великий князь (царь Алексей Михайлович).
12-го числа господин посланник (Ганс Ольделанд) отдал визит полковнику Бауману, который его принял очень любезно и показал ему чертёж большой мортиры, далее модель гранаты к ней и целый ряд чертежей пушек, которые предполагалось отлить. В числе последних были и изобретённые им полевые пушки, для передвижения которых было достаточно одной лошади, причём для приведения их в действие требовалось всего два человека прислуги. Ввиду того, что эти пушки были вылиты с камерами и заряжались сзади, их можно было заряжать и производить из них выстрелы быстрее, чем это мог сделать самый ловкий солдат при стрельбе из своего мушкета. Полковник доказал это на опытах, предпринятых в присутствии великого князя, так как 12 подобных пушек уже были готовы. Полковник сообщил далее, что он, кроме того, составил проект укрепления из телег, в котором могли поместиться больше 600 человек всадников и пеших, и которым можно было пользоваться на коротких и дальних переходах при нападениях казаков и татар».
Русское правительство оперативно реагировало на предлагаемые новшества. Роде сообщает о том, что вышеуказанная мортира уже менее чем через месяц была изготовлена и должна была пройти испытания.

### Конотоп
В это время приходит сообщение о неудачном штурме Конотопа войсками князя Трубецкого. 14 (4) мая полковник «получил предписание готовиться немедленно со своими офицерами к выступлению в поход». Через два дня Бауман с офицерами был на приёме у царя, а 26 (16) мая со своим полком выступил на Украину. В начале июня полк Баумана присоединился к армии Трубецкого, продолжающей осаду Конотопа.
Бауман командовал большим полком «солдатского строя» (усиленно инженерного назначения). Эта часть была расквартирована в окрестностях Тулы и насчитывала 3000 человек. Полк делился на два «полуполка», под командой двух подполковников — Альбрехта Шневенца (Шневица) и Варборга. Майорами в «полуполках» были Николай фон Зален и Фридрих Мейер. На вооружение полка Бауман поставил казнозарядные полевые пушки собственного изобретения «с клиновым затвором».
28 июня произошла битва. Авангард русской армии под командованием князя Семёна Пожарского потерпел поражение от крымскотатарских войск. Узнав о поражении своего авангарда, Трубецкой приказал своим воеводам идти к себе в обоз, а «из шанец всей пехоте отступить от города в обоз же». 29 и 30 июня казаки Выговского пытались атаковать лагерь Трубецкого, но были отбиты.
2 июля 1659 года армия Трубецкого выступила к реке Сейм в направлении Путивля. Казаки Выговского и татары три дня шли за ней, приступали к обозу, но были отбиты. Как отмечает Величко: «На обоз этот прибывшие хан и казаки много нападали, но ничего сделать не смогли. Русские ушли к Путивлю без большого урона». Главная роль в арьергардных боях принадлежала полковнику Бауману. Именно он руководил арьергардом. За время отступления, русская армия потеряла не более 100 человек.
За отличие при Конотопе Бауман был произведён в генеральский чин, став первым русским генерал-поручиком. «Миколай Бовман пожалован из полковников в генералы поручики в прошлом во 168 году, за службу, что он будучи на Великого Государя службе, в полку боярина и воеводы князя Алексея Никитича Трубецкого с товарищи под Конотопом, во 167 году, с неприятели, с татары и с черкасы, бился, не щадя головы своей, и как Великого Государя ратные люди шли от Конотопа к Путивлю, и в то время он Миколай на отходном бою, своим вымыслом, многих татар и черкас побивал, и всякие промыслы чинил, и Великого Государя ратных людей от неприятеля берег».
В январе 1660 года полк Баумана вернулся в Москву. Это был настоящий триумф генерала. Его заслуги в малых потерях при отступлении от Конотопа признавали даже его земляки-немцы. Известно, что в честь Баумана на немецком языке было написано стихотворение, в котором он прославлялся как герой Конотопского сражения.

### Большой поход Яна II Казимира
В 1660 году истёк срок контракта Баумана и он решил было вернуться в Данию. 8 апреля 1660 года датский король Фредерик III просил царя Алексея Михайловича отпустить Баумана в Копенгаген. Но царь не отпускал его со службы. В апреле 1663 года датский король снова послал грамоту царю с просьбой отпустить Баумана с русской службы. В ответном письме Бауман благодарил короля за его помощь, но сообщал, что чем усерднее он служит, тем упорнее удерживает его московское правительство.
В начале 1660-х Бауман продолжает служить в Пушкарском приказе. В 1662 году по инициативе Баумана русский мастер Х. Иванов «вылил две скорострельные и шесть полковых пищалей по 3 гривенки ядром, длиною по 2 аршина». Пушки этого образца в 1699 году были приняты для вооружения полковой артиллерии регулярной армии.
Осенью 1663 года польско-литовское войско во главе с королём Яном Казимиром предприняло наступление на Левобережную Украину Русского царства.
В феврале 1664 из Болхова к Карачеву и Брянску выступили главные силы русской армии под командованием князя Черкасского. В составе армии князя Черкасского находились самые боеспособные «генеральские» полки Томаса Далейля (Дальеля), Вильяма Друммонда и Николая Баумана. Они были более многочисленными, чем обычные полки «солдатского строя», и имели в два — три раза больше орудий. Узнав о приближении Черкасского и Ромодановского, король отступил к Новгороду-Северскому и остановился на берегу Десны (17 февраля).
В марте 1664 года под Мглином Черкасский нагнал армию короля и нанёс ей серьёзное поражение. После этого сражения генералу Бауману было приказано оставить действующую армию, поскольку присутствие его было необходимо в Пушкарском приказе. В августе 1664 года генерал вернулся в Москву. Вероятно с ним в Москву прибыл и переводчик Яков Гитнер, который служил в полку Баумана.
Реорганизация русской артиллерии продолжалась, генерал продолжал свои эксперименты с орудиями и боеприпасами в Пушкарском приказе. 18 февраля 1665 года царь снова получил грамоту датского короля Фредерика III, в которой король просил отпустить «датского подданного Николая Баумана, служба которого нужна де самому королю, и который быть может, от того не возвращается, что задерживается царём». Царь Алексей Михайлович ответил Фредерику в сентябре 1666 года, сообщив что «генерала поручика Николая Бовмана чрез волю его держати не велим, а что против его вымыслу какие дела к нашему царского величества полковому делу начаты, в совершенье не приведены, и по нашему царского величества указу ему генералу поручику побыти у нас великого государя, на Москве, до тех мест (пор), покаместа у него, против его вымыслу полковому строенью, всякие вымышленные дела в совершенье приведены будут, а как он те дела в совершенье учинит, и мы великий государь, наше царское величество, к вашему королевскому величеству его генерала поручика Николая Бовмана велим отпустити».
В 1668 году Бауман получил чин «генерала», в заслугу его деятельности во время отражения похода армии Яна Казимира, что «он будучи на его великого государя службе, в полку боярина и воеводы князя Якова Куденетовича Черкасского с товарищи, во 172 (1664) году под литовскими городами, на приступах и полевых боях многих неприятелей побивал и всякие промыслы чинил».

### Светская деятельность генерала и возвращение в Данию
Генерал покровительствовал пастору Иоганну-Готфриду Грегори. Построил в Москве лютеранскую кирху Святых Петра и Павла, на строительство которой также пожертвовал средства царь Алексей Михайлович, и содержал школу.
Успех генерала вызвал зависть его сослуживцев-иноземцев. В октябре 1667 года при встрече польских послов, Бауман должен был командовать служилыми иноземцами, но многие из начальников прямо встали от него по правую руку, а полковник Иван Гаст ещё и обругал его, утверждая, «чтоб он и не думал ими командовать, никто не желает ему подчиняться».
Против Баумана образовалась влиятельная оппозиция. Полковник Генрих фон Эгерат, подполковник Юрий фон Менгден, завидуя его положению, интриговали против него. Полковник Герман фон Штаден даже вызвал его на дуэль, но удовлетворения не получил, потому, что от него, как от подчинённого, Бауман вызова не принял.
В августе 1668 года разгорелся скандал вокруг построенной Бауманом кирхи. Двенадцать полковников (Петр Фрелих, Яков Билс, Николай Балк и другие) подали челобитную на Баумана в Иноземный приказ, с обвинением его в различных злоупотреблениях. Во время строительства, Бауман обратился за помощью к немецким государям. Для сбора пожертвований для лютеранской общины в Москве в Германию был послан его друг — пастор Грегори. Деньги были даны курфюрстом Иоганном Георгом II Саксонским и герцогом Эрнестом Саксен-Готским. Все средства пошли на церковные нужды и школу. Однако полковники обвинили Баумана в присвоении денег. Одновременно последовало обвинение, что пастор Грегори «молился прежде за курфюрста (Саксонского) и князей, а затем за здоровье государя». В итоге судебного разбирательства Бауман потерял построенную им кирху, которая перешла к его врагу — пастору Ивану Дитриху Фокероту. Денежную компенсацию генерал при этом не получил.
В феврале 1669 года «генеральский» полк Баумана, находившийся в Севске, был направлен в Киев. «Полуполками» командовали полковники Альбрехт Шневенц и Николай фон Зален. Всего было послано «с начальными людьми и солдатами, без малого 1100 человек». Сам Бауман при этом остался в столице, положение его было трудным. Фокерот распространял слухи о том, что Бауман и Грегори являются тайными католиками.
В результате, Бауман решился на последнее средство — просить царя об отставке и отпуске за границу (4 мая 1669 года). Как писал он царю, «от полковников и меньших начальных людей до того поношен, что невозможно мне после этого служить государю», а тем более идти с ними «против царских неприятелей».
В сентябре 1669 года, устав от козней в Немецкой слободе, из России уехала жена Баумана. 16 июля 1670 года Бауман направил письмо новому датскому королю Кристиану V, которого он просил походатайствовать перед царём о своей отставке. Король направил царю соответствующее послание.
Алексей Михайлович согласился. 30 декабря 1670 года последовал царский указ: «генерала Миколая Бовмана отпустить за море в Дацкую землю» с царской грамотой. В рекомендательной грамоте на имя Кристиана V говорилось, что Николай Бауман «нашему царскому величеству служил и против недругов наших стоял и бился мужественно, и своих полковых людей, которые у него были в регименте, управлял к бою и справе приводил, и всё строил и делал верно, как годно шляхетному началному человеку, и за тое его верную службу мы, великий государь, наше царское величество, его полковника пожаловали в генералы поручики, в прошлом во 168 году, а после того, в прошлом во 176 году, за его ж поручика генерала к нам великого государю службы, пожаловали мы великий государь, велели ему быти в генералах; а он тое чести, по своей службе, достоин и нам великого государю, нашему царскому величеству, в генералах служил и против наших недругов стоял и на боях бился мужественно, за что он нашим царского величества жалованьем, кормовыми и заслуженными деньгами, пожалован по его достоинству». В грамоте также говорилось, что он «человек доброй, честной, шляхетной и в ратных делах годной; а будет он впредь похочет служити нам, великому государю… и ему о том наперёд себя нашему царскому величеству ведомо учинити и в наше царского величества Российское царствие ехати ему по нашим царского величества грамотам».

## В Европе
28 февраля 1671 года Бауман получил почётную отставку и выехал в Копенгаген. Российское правительство интересовалось судьбой Баумана и после его отъезда. В «Куранты» 19 июня 1671 г. была включена статья о том, что он вместе с другими «начальными людьми» благополучно прибыл в Данию. О деятельности его в Дании неизвестно. Вероятно, Бауман так и не нашёл себе применения. Генеральское звание, пожалованное ему в России не имело соответствующего статуса в Европе.
В апреле 1673 года, будучи в Любеке, Бауман узнал о приезде в Данию русского посольства с целью организации борьбы против турок. Генерал прибыл в Копенгаген и передал через полковника П. Менезиуса письмо на имя «канцлера» Артамона Матвеева «с предложением своих услуг ввиду подготовляемой войны с турками». Бауман надеялся, что «первый министр» вспомнит о его заслугах. Он писал, что «готов служить (Матвееву) несравненно охотнее, чем всем другим, исполняя всё, что от него потребуется и просил благосклонного ответа». Русский посол Е. Украинцев направил письмо по назначению, но послан ли был ответ неизвестно.
В 1675 году началась большая датско-шведская война, получившая название «Сконской», но Бауман снова оказался не у дел. Он не был в кругу приближённых нового датского короля, и должности в армии ему не нашлось.
Спустя несколько лет, уже после окончания этой войны, в марте 1679 года, находясь в Гамбурге, он возобновил свою попытку вернуться в Россию. Генерал направил длинное письмо царю Фёдору Алексеевичу, в котором говорилось, что сейчас «самое удобное время набрать в службу искусных немецких начальных людей… и если бы государь потребовал и его, Баумана, для устроения войска в поле, то он готов служить ему». Однако, если при Матвееве у него ещё был шанс вернуться на русскую службу, то с падением могущественного «первого министра» и его ссылкой в Сибирь, Бауману рассчитывать было не на что. В Москве его могли считать только человеком опального «канцлера».
Когда и где умер генерал Николай Бауман неизвестно, смерть его прошла незамеченной.